# Canoa/kayak ai III Giochi europei
Le gare di canoa/kayak ai III Giochi europei sono state disputate a Cracovia tra il 21 giugno e il 2 luglio 2023. Per la prima volta ai Giochi europei si sono svolte anche le gare di canoa slalom oltre quelle di velocità.
Le gare di canoa sprint si sono svolte al Kryspinów Waterway e le gare di canoa slalom al Kraków-Kolna Canoe Slalom Course, entrambi a Cracovia.

## Podi

### Canoa velocità

#### Maschili
| Specialità | Oro                                                              | Argento                                                         | Bronzo                                                                    |
| C1 - 200 m | Henrikas Žustautas                                               | Zaza Nadiradze                                                  | Pablo Grana                                                               |
| C1 - 500 m | Martin Fuksa                                                     | Cătălin Chirilă                                                 | Serghei Tarnovschi                                                        |
| C2 - 500 m | Italia Carlo Tacchini Gabriele Casadei                           | Spagna Cayetano García Pablo Martínez Estévez                   | Polonia Aleksander Kitewski Norman Zezula                                 |
| K1 - 200 m | Messias Baptista                                                 | Petter Menning                                                  | Roberts Akmens                                                            |
| K1 - 500 m | Ádám Varga                                                       | Fernando Pimenta                                                | Marko Dragosavljević                                                      |
| K2 - 500 m | Ucraina Oleh Kukharyk Ihor Trunov                                | Germania Felix Frank Martin Hiller                              | Serbia Marko Dragosavljević Ervin Holpert                                 |
| K4 - 500 m | Spagna Carlos Arévalo Rodrigo Germade Saúl Craviotto Marcus Walz | Ucraina Dmytro Danylenko Oleh Kukharyk Ivan Semykin Ihor Trunov | Serbia Anđelo Džombeta Marko Novaković Vladimir Torubarov Stefan Vrdoljak |

### Femminili
| Specialità | Oro                                                               | Argento                                                         | Bronzo                                                                              |
| C1 - 200 m | Dorota Borowska                                                   | Liudmyla Luzan                                                  | María Corbera                                                                       |
| C1 - 500 m | Liudmyla Luzan                                                    | María Corbera                                                   | Agnes Kiss                                                                          |
| C2 - 500 m | Ucraina Liudmyla Luzan Valeriia Tereta                            | Spagna María Corbera Antía Jácome                               | Ungheria Giada Bragato Bianka Nagy                                                  |
| K1 - 200 m | Emma Jørgensen                                                    | Milica Novaković                                                | Francisca Laia                                                                      |
| K1 - 500 m | Emma Jørgensen                                                    | Alida Gazsó                                                     | Milica Novaković                                                                    |
| K2 - 500 m | Polonia Karolina Naja Anna Puławska                               | Danimarca Emma Jørgensen Frederikke Matthiesen                  | Ungheria Tamara Csipes Alida Dóra Gazsó                                             |
| K4 - 500 m | Polonia Adrianna Kąkol Karolina Naja Anna Puławska Dominika Putto | Germania Jule Hake Katinka Hofmann Paulina Paszek Lena Röhlings | Danimarca Bolette Nyvang Iversen Katrine Jensen Frederikke Matthiesen Sara Milthers |

#### Misti
| Specialità | Oro                                    | Argento                                         | Bronzo                              |
| C2 - 200 m | Spagna Antía Jácome Pablo Graña        | Polonia Aleksander Kitewski Sylwia Szczerbińska | Germania Nico Pickert Annika Loske  |
| K2 - 200 m | Portogallo Teresa Portela Kevin Santos | Danimarca Emma Jørgensen Magnus Sibbersen       | Germania Lena Röhlings Jacob Schopf |

### Canoa slalom

#### Maschili
| Specialità   | Oro                                                | Argento                                                       | Bronzo                                               |
| C1           | Ryan Westley                                       | Miquel Travé                                                  | Václav Chaloupka                                     |
| K1           | Jiří Prskavec                                      | Martin Dougoud                                                | Joseph Clarke                                        |
| Kayak cross  | Ondřej Tunka                                       | Felix Oschmautz                                               | Vít Přindiš                                          |
| C1 a squadre | Germania Sideris Tasiadis Franz Anton Timo Trummer | Slovacchia Matej Beňuš Marko Mirgorodský Alexander Slafkovský | Gran Bretagna Ryan Westley Adam Burgess James Kettle |
| K1 a squadre | Spagna Pau Echaniz David Llorente Miquel Travé     | Polonia Dariusz Popiela Mateusz Polaczyk Michał Pasiut        | Francia Titouan Castryck Boris Neveu Benjamin Renia  |

#### Femminili
| Specialità   | Oro                                                        | Argento                                                       | Bronzo                                       |
| C1           | Elena Lilik                                                | Klaudia Zwolińska                                             | Mallory Franklin                             |
| K1           | Ricarda Funk                                               | Klaudia Zwolińska                                             | Tereza Fišerová                              |
| Kayak cross  | Viktoriia Us                                               | Ricarda Funk                                                  | Stefanie Horn                                |
| C1 a squadre | Rep. Ceca Gabriela Satková Tereza Fišerová Tereza Kneblová | Gran Bretagna Mallory Franklin Kimberley Woods Sophie Ogilvie | Germania Andrea Herzog Nele Bayn Elena Lilik |
| K1 a squadre | Francia Marjorie Delassus Camille Prigent Emma Vuitton     | Rep. Ceca Tereza Fišerová Amálie Hilgertová Antonie Galušková | Germania Ricarda Funk Elena Lilik Emily Apel |

## Medagliere
| Pos.   | Paese         | Oro | Argento | Bronzo | Totale |
| ------ | ------------- | --- | ------- | ------ | ------ |
| 1      | Ucraina       | 4   | 2       | 0      | 6      |
| 2      | Spagna        | 3   | 4       | 2      | 9      |
| 3      | Polonia       | 3   | 4       | 1      | 8      |
| 4      | Germania      | 3   | 3       | 4      | 10     |
| 5      | Rep. Ceca     | 3   | 1       | 3      | 7      |
| 6      | Danimarca     | 2   | 2       | 1      | 5      |
| 7      | Portogallo    | 2   | 1       | 1      | 4      |
| 8      | Gran Bretagna | 1   | 1       | 3      | 5      |
| 8      | Lettonia      | 1   | 1       | 3      | 5      |
| 10     | Francia       | 1   | 0       | 1      | 2      |
| 10     | Italia        | 1   | 0       | 1      | 2      |
| 12     | Lituania      | 1   | 0       | 0      | 1      |
| 13     | Serbia        | 0   | 1       | 4      | 5      |
| 14     | Austria       | 0   | 1       | 0      | 1      |
| 14     | Georgia       | 0   | 1       | 0      | 1      |
| 14     | Romania       | 0   | 1       | 0      | 1      |
| 14     | Slovacchia    | 0   | 1       | 0      | 1      |
| 14     | Svezia        | 0   | 1       | 0      | 1      |
| 14     | Svizzera      | 0   | 1       | 0      | 1      |
| 20     | Lettonia      | 0   | 0       | 1      | 1      |
| 20     | Moldavia      | 0   | 0       | 1      | 1      |
| Totale | Totale        | 26  | 26      | 26     | 78     |